# Benedict Wells
Benedict Wells (geboren als Benedict von Schirach, München, 29 februari 1984) is een Duits-Zwitserse romanschrijver.

## Biografie
Wells groeide op in Beieren. Toen hij zes jaar oud was, werd hij na de scheiding van zijn ouders naar een staatsinternaat gestuurd, waar hij te maken kreeg met diverse moeilijkheden. Zijn volledige schooltijd bracht hij door op internaten en in tehuizen. Na zijn middelbareschooldiploma in 2003 besloot hij niet te gaan studeren, maar verhuisde hij naar Berlijn om zich toe te leggen op het schrijverschap. Hij hield zich in leven met losse baantjes, terwijl zijn manuscripten jarenlang door uitgevers en agentschappen werden afgewezen.
Zijn debuutroman Becks letzter Sommer verscheen in 2008. Die Zeit noemde het “het interessantste debuut van het jaar”. In 2015 werd het boek verfilmd, met Christian Ulmen in de hoofdrol. Ondertussen betekende zijn derde roman Fast genial zijn eerste grotere succes in Duitsland. De Nederlandse vertaling Op het geniale af, door Gerda Baardman, werd in 2021 genomineerd voor Beste Boek voor Jongeren.
In februari 2016 verscheen Vom Ende der Einsamkeit, een familiegeschiedenis waar Wells zeven jaar aan had gewerkt. Het boek stond meer dan tachtig weken op de Duitse bestsellerlijst en werd bekroond met de Literatuurprijs van de Europese Unie 2016. De Nederlandse vertaling, Het einde van de eenzaamheid, verscheen in 2018. 
Zijn vijfde roman Hard Land verscheen in februari 2021 en werd meteen een nummer 1-bestseller in Duitsland. Het verhaal speelt zich af in 1985 in een fictief stadje in Missouri. De roman won de Deutscher Jugendliteraturpreis en wordt ook gezien als een hommage aan klassieke Amerikaanse jaren ’80-films zoals The Breakfast Club en Stand by Me.
De boeken van Wells zijn in 38 talen vertaald en wereldwijd meer dan een miljoen keer verkocht. Lange tijd weigerde hij toestemming voor publicatie in e-boekformaat. Sinds 2018 verschijnen zijn boeken eerst als hardcover en luisterboek, en pas later als e-book wanneer de paperbackversie wordt uitgebracht. Met dit uitgiftemodel wil hij de boekhandel ondersteunen.

## Familie
Wells werd geboren als Benedict von Schirach en behoort tot de Sorbische adellijke familie Von Schirach. Hij is de broer van filosofe en schrijfster Ariadne von Schirach, neef van schrijver Ferdinand von Schirach, zoon van sinoloog Richard von Schirach en kleinzoon van Baldur von Schirach, voormalig Hitlerjugend-leider en oorlogsmisdadiger. Op 19-jarige leeftijd liet hij zijn achternaam officieel wijzigen omdat hij afstand wilde nemen van het verleden van zijn grootvader, dat hij veroordeelt. Zijn familieachtergrond werd pas openbaar na het succes van zijn derde roman. De naam "Wells" is geïnspireerd op het personage Homer Wells uit de roman The Cider House Rules van John Irving.
Wells bezit zowel de Duitse als de Zwitserse nationaliteit; zijn moeder is van Zwitserse afkomst.

## Prijzen
- 2008: Bayerischer Kunstförderpreis voor Becks letzter Sommer
- 2016: European Union Prize for Literature voor Vom Ende der Einsamkeit
- 2016: Boekenprijs van de Stiftung Ravensburger Verlag voor Vom Ende der Einsamkeit
- 2018: Euregio-Literatuurprijs voor Vom Ende der Einsamkeit
- 2022: Deutscher Jugendliteraturpreis voor Hard Land